# Футбольный матч Бразилия — Нидерланды (2014)
Футбольный матч Бразилия — Нидерланды — матч за третье место чемпионата мира 2014 года, состоявшийся 12 июля 2014 года на стадионе «Национальный стадион имени Манэ Гарринчи» в городе Бразилиа. В матче встретились сборные Бразилии (хозяйки чемпионата мира) и Нидерландов за право получения бронзовой награды главного международного соревнования по футболу. На матче присутствовали более 68 тысяч человек; встречу судил алжирец Джаме́ль Хаймуди́. Обе сборные потеряли шанс на выход в финал первенства: Бразилия проиграла Германии со счётом 7:1, а Нидерланды уступили Аргентине 2:4 в серии пенальти.
Матч закончился поражением Бразилии со счётом 0:3, причём Нидерланды уже к перерыву вели 0:2, забив в первом тайме на третьей и семнадцатой минуте. Во второй половине встречи нидерландцы довели счёт до 0:3. Лучшим игроком матча был признан Арьен Роббен.
Поединок стал последним для обоих тренеров сборных: Луис Фелипе Сколари был уволен с поста тренера сборной Бразилии, а Луи ван Гал добровольно покинул пост и возглавил команду английского клуба Манчестер Юнайтед (с которым у него была достигнута договорённость ещё до чемпионата).

## Предыстория
Чемпионат мира по футболу 2014 года стал вторым первенством мира, которое проводила Бразилия. Первый раз страна принимала у себя турнир в 1950 году. На момент старта чемпионата мира 2014 года в активе сборной Бразилии было пять титулов чемпионов мира. Сборная Нидерландов достаточно результативно выступала на чемпионатах мира, где трижды выходила в финал и занимала второе место — на соревнованиях 1974, 1978, 2010 года. До начала матча в официальном рейтинге ФИФА сборная Бразилии занимала 3-е место, а сборная Нидерландов — 15-е.
Сборная Бразилии начала выступление в группе A, где играли сборные Хорватии, Мексики и Камеруна. Бразилия набрала 7 очков (две победы и ничья) и вышла с первого места: в 1/8 финала она переиграла сборную Чили в серии пенальти, а в 1/4 финала — сборную Колумбии. Нидерланды набрали 9 очков (три победы) в группе B, сыграв против сборных Чили, Испании и Австралии. В 1/8 финала сборная Нидерландов переиграла сборную Мексики в добавленное время, а в 1/4 финала — сборную Коста-Рики в серии послематчевых пенальти.
К матчу обе команды подошли с травмированными игроками. При этом сборная Бразилии потеряла только Неймара, в то время как сборная Нидерландов — сразу троих игроков. В матче против Мексики Найджел де Йонга потянул мышцы паха, а Лерой Фер получил травму подколенного сухожилия; Уэсли Снейдер травмировался во время тренировки.
Тренер бразильцев Луис Фелипе Сколари сделал четыре изменения в составе команды, по сравнению с матчем против Германии. Помимо вернувшегося капитана команды Тиагу Силвы, который пропустил предыдущий матч из-за перебора желтых карточек, в основной состав вошли трое новых полузащитников: Виллиан, Рамирес и Паулиньо. Главный тренер нидерландцев Луи ван Гал сделал только одну замену в основном составе. На позицию травмированного де Йонга был выставлен Йорди Класи.

## Игра
Судить встречу был назначен алжирский арбитр Джамель Хаймуди, который до этого уже обслуживал матч группового этапа Австралия — Нидерланды. Таким образом, благодаря решению ФИФА Хаймуди стал первым африканским судьей, который обслуживал матч за третье месте на чемпионате мира. Первым и вторым ассистентами были назначены Редуан Ашик (англ. Redouane Achik, Марокко) и Абдельхак Этшиали (англ. Abdelhak Etchiali, Алжир). Четвёртым ассистентом был назначен Юити Нисимура из Японии.

### Первый тайм
Со стартового свистка нидерландцы завладели инициативой и начали навязывать сопернику свою игру. Уже на второй минуте во время атаки на бразильские ворота Роббен вышел один на один с Сезаром, обыграв при этом Силву. Последний, проиграв скоростной забег, остановил голландца с помощью фола. Главный судья принял решение назначить пенальти в ворота бразильцев и показал жёлтую карточку Силве. Пробивать 11-метровый вызвался ван Перси. Удар пришёлся в правую от него девятку и завершился голом. Вратарь угадал направление полёта мяча, но не смог дотянуться. Гол, Нидерланды открыли счёт — 0:1. Разыграв мяч в центре поля, бразильцы попытались отыграться и на большой скорости достигли голландских ворот. Виллиан с левого фланга сильным ударом отправил мяч вдоль ворот, но Рамирес в падении не смог замкнуть передачу. После пропущенного гола бразильцы захватили инициативу и сборная Нидерландов была вынуждена всей командой перейти в оборону на своей половине поля. На 9-й минуте Роббен получил жёлтую карточку за фол против Паулиньо, когда сначала придерживал соперника за трусы, а после нанёс удар сзади по ногам. Атаки бразильских футболистов на ворота сборной Нидерландов продолжались на протяжении четырёх минут. На 13-й минуте ван Перси в одно касание пытался вновь вывести Роббена один на один с Сезаром, но в этот раз Силва смог остановить голландца и отобрать мяч без нарушения правил. На 16-й минуте Давид Луис неудачно прервал подачу Вейналдума с правого фланга и головой сбросил мяч, который угодил точно на Дейли Блинда. Последний, находясь на расстоянии около 8 метров от ворот, с лёта пробил под перекладину. Сезар не смог парировать этот удар, и счёт стал 0:2 в пользу сборной Нидерландов. На 19-й минуте Оскар и Майкон в касание пытались разыграть стенку, но последний не смог точно вернуть пас партнёру, и мяч был потерян. Один из немногочисленных шансов для бразильцев появился на 22-й минуте. Оскар в одиночку совершил дриблинг сквозь центр поля, справился с защитой нидерландцев и с линии штрафной из-под Влара низом нанёс удар по воротам — Силлессен поймал мяч. На 28-й минуте Мартинс Инди не смог догнать Оскара и остановил игрока ударом по ногам сзади. Судья не показал жёлтую карточку. Штрафной удар вызвался пробивать сам Оскар. Его навес справа в штрафную нидерландцев завершился ударом Луиса головой в дальний угол — мимо цели. На 34-й минуте Вейналдум на углу штрафной ударом в колено сбил Майкона. Стандарт выполнил Оскар, сделав навес на Паулиньо, который слёту нанес удар, но мяч угодил в спину Вейналдума — угловой. Жёлтую карточку получил де Гузман на 36-й минуте, когда ударом по ногам остановил дриблинг Оскара. На 41-й минуте ван Перси нанёс удар левой ногой приблизительно с 22 метров. Благодаря рикошету мяч отправился в правый угол ворот, но Сезар смог парировать удар. На 45-й минуте Оскар на технику пробил со штрафного и угодил в стенку. Мяч отлетел к Максвеллу, который с лёта пробил по воротам, но выше цели. Арбитр компенсировал две минуты.

### Второй тайм
В перерыве Луис Сколари сделал замену и на поле вышел Фернандиньо, который заменил Луиса Густаво. Бразильцы всё также владели мячом, но совершали много ошибок либо в центре поля, либо при последнем пасе у ворот нидерландцев. На 50-й минуте Роббен взял игру на себя, совершил забег с левого фланга в центр и пробил на линии штрафной — мяч заблокировали защитники. Вейналдум попытался добить мяч головой с вратарской линии, но удар пришёлся мимо. Спорами нидерландцев с главным арбитром завершилась 53-я минута. В эпизоде, где Фернандиньо подыграл себе рукой в центре поля арбитр не дал ему жёлтую карточку и продолжил игру. Однако, уже на 54-й минуте всё тот же Фернандиньо грубо сыграл против ван Перси и в этот раз арбитр показал жёлтую карточку. На 57-й минуте Луис Сколари провёл ещё одну замену: вместо Паулиньо вышел Эрнанес, который уже на 58-й минуте дважды грубо нарушил правила и жестко сыграв против соперников. Первый опасный момент у ворот нидерландцев бразильцы создали на 60-й минуте. Рамирес на большой скорости ворвался в штрафную соперников, убрал на замахе де Врея и низом пробил в левый дальний угол — мяч прошёл рядом со штангой. На 63-й минуте нидерландцы грубо остановили Рамиреса на линии штрафной. Луис выполнил стандартный удар, но мяч угодил Силессену в руки. Спорами с арбитром о назначенном пенальти в ворота завершилась 66-я минута. В эпизоде, когда Майкон справа прострелил вдоль ворот, Блинд перехватил мяч с помощью руки, но арбитр не усмотрел нарушения. Ещё одну жёлтую карточку бразильская команда получила на 69-й минуте, когда Оскар симулировал падение в штрафной площади в борьбе с Блиндом. Первую замену ван Гал провёл на 71-й минуте: вместе Блинда вышел Дарил Янмат. За этим последовала замена со стороны бразильцев: на 73-й минуте Халк вышел вместе Рамиреса. На 80-й минуте Оскар на технику пытался пробить с левого фланга в дальний угол, но мяч полетел мимо ворот. 84-я минута запомнилась ещё одним не назначенным пенальти, теперь уже в ворота бразильцев. Фернандиньо толкнул в спину Роббена в собственной штрафной, но арбитр не усмотрел нарушения в этом игровом эпизоде. На 88-й минуте Роббен с углового справа подал на ближнюю штангу, где Кюйт опередил Сезара, но с линии вратарской пробил выше ворот. На 89-й минуте травму получил Класи и на носилках покинул поле. Вместо него вышел Йоэл Велтман. До конца матча оставалась одна минута, и главный арбитр добавил пять минут дополнительного времени. На 90+1-й минуте Янмат подключился к атаке правым флангом, получил пас от Роббена и в касание низом прострелил на ближнюю штангу. В штрафной бразильцев всех опередил Вейналдум и с пяти метров пробил под опорную ногу Сезару — счёт 0:3. На 90+3-й минуте Луи ван Гал провёл замену вратарей: вместо Силессена вышел Михел Ворм. 90+6 минута — финальный свисток, итоговый счёт 0:3 в пользу нидерландской команды, которая стала бронзовым призёром чемпионата мира по футболу 2014 года.
Лучшим игроком матча по версии ФИФА был выбран голландец Арьен Роббен: он заработал пенальти, нанёс один удар по воротам, совершил 44 паса из которых 42 были точными и участвовал в двух голевых атаках команды.

## Детали матча
| 12 июля 2014 17:00 UTC-3 | \| Бразилия \| 0:3 (0:2) Отчёт \| Нидерланды \| \| \| Голы \| ван Перси 3′ (пен.) · Блинд 17′ · Вейналдум 90+1′ \| | Национальный стадион, Бразилиа Зрителей: 68 034 Судья: Джамель Хаймуди |
| Бразилия                 | 0:3 (0:2) Отчёт | Нидерланды                                                             |
|                          | Голы | ван Перси 3′ (пен.) · Блинд 17′ · Вейналдум 90+1′                      |

| Бразилия | Нидерланды |

| ВР                  | 12 | Жулио Сезар  |        |     |
| ЗЩ                  | 23 | Майкон       |        |     |
| ЗЩ                  | 3  | Силва        | 2'     |     |
| ЗЩ                  | 4  | Давид Луис   |        |     |
| ЗЩ                  | 14 | Максвелл     |        |     |
| ПЗ                  | 8  | Паулиньо     |        | 57' |
| ПЗ                  | 17 | Луис Густаво |        | 46' |
| ПЗ                  | 11 | Оскар        | 68'    |     |
| ПЗ                  | 16 | Рамирес      |        | 73' |
| ПЗ                  | 19 | Виллиан      |        |     |
| НП                  | 21 | Жо           |        |     |
| Запасные игроки:    |    |              |        |     |
| Вр                  | 1  | Джефферсон   |        |     |
| Вр                  | 22 | Виктор       |        |     |
| ЗЩ                  | 2  | Дани Алвес   |        |     |
| ЗЩ                  | 6  | Марсело      |        |     |
| ЗЩ                  | 15 | Энрике       |        |     |
| ЗЩ                  | 13 | Данте        |        |     |
| ПЗ                  | 5  | Фернандиньо  | 54'    | 46' |
| ПЗ                  | 7  | Халк         |        | 73' |
| ПЗ                  | 18 | Эрнанес      |        | 57' |
| ПЗ                  | 20 | Бернард      |        |     |
| НП                  | 9  | Фред         |        |     |
| НП                  | 10 | Неймар       | Травма |     |
| Главный тренер:     |    |              |        |     |
| Луиc Фелипе Сколари |    |              |        |     |

| Игрок матча: Арьен Роббен Главный арбитр: Джамель Хаймуди Ассистенты главного арбитра: Редуан Ашик Абдельхак Этшиали Юити Нисимура | Условия матча: - 90 минут основного времени - 30 минут дополнительного времени в случае ничьи в основное время - Серия пенальти, если ничья будет зафиксирована и в дополнительное время. - 12 игроков на замену - Не более трёх замен от каждой команды |

| ВР               | 1  | Силлессен |        | 90+3' |
| ЗЩ               | 4  | Инди      |        |       |
| ЗЩ               | 2  | Влар      |        |       |
| ЗЩ               | 3  | де Врей   |        |       |
| ПЗ               | 5  | Блинд     |        | 70'   |
| ПЗ               | 15 | Дирк Кёйт |        |       |
| ПЗ               | 16 | Класи     |        | 90'   |
| ПЗ               | 20 | Вейналдум |        |       |
| ПЗ               | 8  | де Гузман | 36'    |       |
| НП               | 9  | ван Перси |        |       |
| НП               | 11 | Роббен    | 9'     |       |
| Запасные игроки: |    |           |        |       |
| Вр               | 22 | Ворм      |        | 90+3' |
| Вр               | 23 | Крул      |        |       |
| ЗЩ               | 7  | Янмат     |        | 70'   |
| ЗЩ               | 12 | Верхаг    |        |       |
| ЗЩ               | 13 | Велтман   |        | 90'   |
| ЗЩ               | 14 | Конголо   |        |       |
| ПЗ               | 6  | де Йонг   | Травма |       |
| ПЗ               | 10 | Снейдер   | Травма |       |
| ПЗ               | 18 | Фер       | Травма |       |
| НП               | 17 | Ленс      |        |       |
| НП               | 19 | Хюнтелар  |        |       |
| НП               | 21 | Депай     |        |       |
| Главный тренер:  |    |           |        |       |
| Луи ван Гал      |    |           |        |       |

| ВР               | 1  | Силлессен |        | 90+3' |
| ЗЩ               | 4  | Инди      |        |       |
| ЗЩ               | 2  | Влар      |        |       |
| ЗЩ               | 3  | де Врей   |        |       |
| ПЗ               | 5  | Блинд     |        | 70'   |
| ПЗ               | 15 | Дирк Кёйт |        |       |
| ПЗ               | 16 | Класи     |        | 90'   |
| ПЗ               | 20 | Вейналдум |        |       |
| ПЗ               | 8  | де Гузман | 36'    |       |
| НП               | 9  | ван Перси |        |       |
| НП               | 11 | Роббен    | 9'     |       |
| Запасные игроки: |    |           |        |       |
| Вр               | 22 | Ворм      |        | 90+3' |
| Вр               | 23 | Крул      |        |       |
| ЗЩ               | 7  | Янмат     |        | 70'   |
| ЗЩ               | 12 | Верхаг    |        |       |
| ЗЩ               | 13 | Велтман   |        | 90'   |
| ЗЩ               | 14 | Конголо   |        |       |
| ПЗ               | 6  | де Йонг   | Травма |       |
| ПЗ               | 10 | Снейдер   | Травма |       |
| ПЗ               | 18 | Фер       | Травма |       |
| НП               | 17 | Ленс      |        |       |
| НП               | 19 | Хюнтелар  |        |       |
| НП               | 21 | Депай     |        |       |
| Главный тренер:  |    |           |        |       |
| Луи ван Гал      |    |           |        |       |

### Статистика матча
| Статистические данные | Бразилия | Нидерланды |
| --------------------- | -------- | ---------- |
| Голы                  | 0        | 3          |
| Удары по воротам      | 9        | 6          |
| Удары в створ         | 2        | 4          |
| Владение мячом        | 57 %     | 43 %       |
| Угловые               | 4        | 1          |
| Нарушения             | 15       | 20         |
| Офсайды               | 1        | 2          |
| Жёлтые карточки       | 3        | 2          |
| Красные карточки      | 0        | 0          |

## Реакция

### Со стороны Бразилии
В матче против немцев, где сборная Бразилии проиграла со счётом 1:7 всю ответственность за поражение на себя взял Луис Фелипе Сколари. Он говорил о «худшем поражении национальной сборной Бразилии», а день игры — «худшим днём своей жизни». Однако, после матча со сборной Нидерландов Сколари лишь сказал, что: «Мы должны быть оптимистами. Сегодня я не думаю, что это был плохой матч. Я не могу критиковать игроков». После матча фанаты сборной Бразилии с трибун освистывали игроков своей команды.
В телевизионном интервью Силва подытожил выступление своей команды: «Я не думаю, что мы заслужили, чтобы всё закончилось так. Мы должны извиниться перед болельщиками, они освистывали нас в конце, что вполне нормально, ведь у них тоже есть чувства. Это очень тяжело».

### Со стороны Нидерландов
На послематчевой пресс-конференции Луи ван Гал сказал: «Эта игра для нас настала очень быстрой. У нас было всего три дня, чтобы восстановить команду после огромного разочарования оттого, что мы прекратили борьбу за титул, который стремились выиграть. Нам попытаться увидеть свет в конце туннеля, и сегодня мы это сделали. Несмотря на сопротивление Бразилии, мы выиграли игру, и это было чудесно. Мы забили 15 голов за эту кампанию, и я считаю, что это несправедливо, что мы так закончили. Тем не менее, у нас был фантастический турнир. Я горжусь своей командой и моим персоналом. Я хотел бы поблагодарить бразильцев, их власти и ФИФА за действительно организованный турнир. У нас всегда была возможность делать то, что мы хотели».
После игры голландский форвард Арьен Роббен дал интервью, где заявил следующее: «Это был отличный конец — вы можете избавиться от шока, не дойдя до финала, но не полностью. Разочарование остается, мы были так близки. Мы заслужили большего. Я устал, я отдал все силы. Мы подошли так близко. Вот почему третье место для нас заслужено. Я так горжусь этой командой».

## Последствия
После проигрыша в матче за 3-е место сборная Бразилии заняла 4-е место
. Это поражение заставило вспомнить финальный матч с французами на чемпионате мира по футболу 1998 года. По итогам чемпионата мира 2014 года бразильцы пропустили 14 голов. Своеобразный антирекорд теперь принадлежит сборной Бразилии, как команде хозяйке турнира, что пропустила наибольшее количество голов. Команда Бразилии потерпела два домашних поражения подряд впервые с 1940 года, что повлекло за собой отставку Луиса Сколари с поста главного тренера 15 июля 2014 года. Спустя две недели Бразильская конфедерация футбола назначила тренером сборной Карлоса Дунга, который, к слову, продержался на посту тренера только два года.
В конце матча голландский тренер выпустил на замену резервного вратаря. Таким образом, сборная Нидерландов вошла в историю футбола как команда, все двадцать три футболиста которой выходили на поле на Чемпионате мира по футболу. Этот матч стал последним для Луи ван Гала на посту тренера сборной Нидерландов. Чуть позже голландец возглавил английский клуб «Манчестер Юнайтед».